# Parafia św. Jana Chrzciciela w Lgocie-Mokrzeszy
Parafia św. Jana Chrzciciela w Lgocie-Mokrzeszy – parafia rzymskokatolicka, znajdująca się w archidiecezji częstochowskiej, w dekanacie koziegłowskim.